# Niegrzebia
Niegrzebia (deutsch Negrepp, früher Negrep) ist ein Wohnort in der polnischen Woiwodschaft Westpommern. Er gehört zur Gmina Łobez (Stadt- und Landgemeinde Labes) im  Powiat Łobeski (Labser  Kreis).

## Geographische Lage
Die Wohnstätte liegt in Hinterpommern, auf der Höhe des linken Ufers der Rega, etwa 24 Kilometer südöstlich der Stadt Resko (Regenwalde), zwei Kilometer nordöstlich des Stadtkerns der Stadt Łobez (Labes) und 3 ½ Kilometer südwestlich von Grabowo (Grabow).

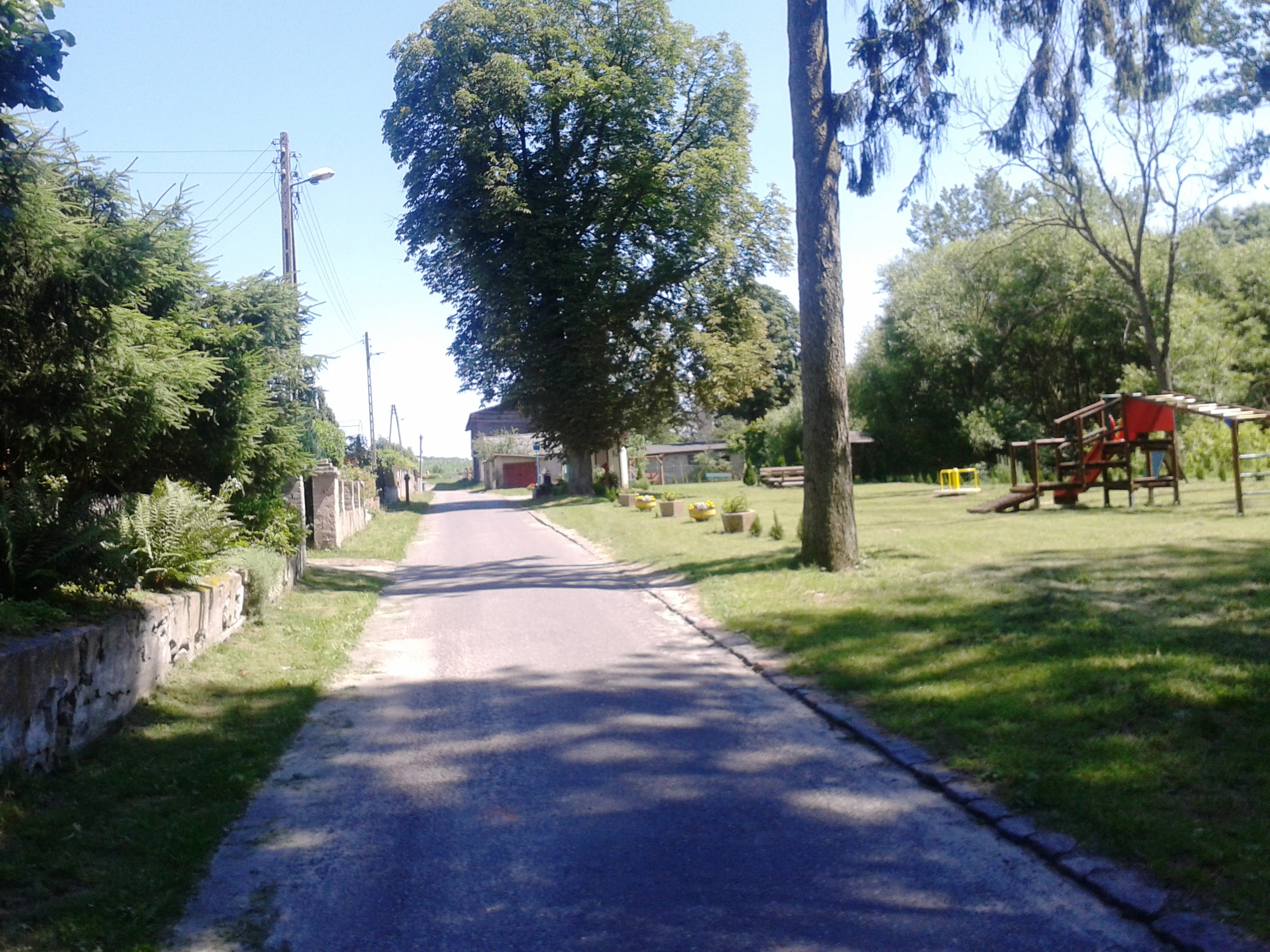
Zufahrtstraße (2014)

## Geschichte
Um 1782 war das ritterfreie Vorwerk Negrepp, das nur zwei Feuerstellen (Haushaltungen) aufwies, Eigentum des Peter Matthias George von Borcke. Es war ehemals ein altes pommersches Lehen der in Hinterpommern alteingeborenen Familie Borcke. 1804 befand sich das Gut im Besitz der Erben des Hauptmanns und Dompropstes Erdmann Curt von Borcke.
Im Jahr 1817 hatte das Vorwerk Negrepp 13 Einwohner und war in Labes eingepfarrt.  Im Jahr 1818 hatte das in adligem Besitz befindliche Vorwerk Negrepp zwölf Einwohner. 1867 hatte das Gut Negrepp, das keine Ritterguts-Qualität hatte, sieben Wohnhäuser und 83 Einwohner in 13 Familien, und unter Einschluss des Vorwerks Dieckborn acht Wohnhäuser. 1885 wird W. Willecke, Rittergutsbesitzer, als Eigentümer des Guts Negrepp genannt, dessen Familie das Gut auch noch 1896 besaß.
Am 1. April 1927 betrug die Flächengröße des Guts Negrepp 456 Hektar, und am 16. Juni 1925 hatte der Gutsbezirk 107 Einwohner. Das Vorwerk Negrepp wurde mit Wirkung vom 30. Dezember 1927 in die Stadt Labes eingegliedert.
Im Jahr 1945 war Negrepp eine Wohnstätte in der Stadt Labes im Landkreis Regenwalde im Regierungsbezirk Köslin der preußischen Provinz Pommern des Deutschen Reichs.
Gegen Ende des Zweiten Weltkriegs wurde die Region im Frühjahr 1945 von der Roten Armee besetzt. Nach Beendigung der Kampfhandlungen wurde Negrepp zusammen mit der Stadt Labes und ganz Hinterpommern seitens der sowjetischen Besatzungsmacht der Volksrepublik Polen zur Verwaltung überlassen. Danach begann die Zuwanderung von Polen. Negrepp wurde unter der Ortsbezeichnung ‚Niegrzebia‘ verwaltet. In der Folgezeit wurde die einheimische Bevölkerung von der polnischen Administration aus der Stadt Labes vertrieben.

### Demographie
| Jahr | Einwohner | Anmerkungen                                 |
| ---- | --------- | ------------------------------------------- |
| 1782 | –         | ritterfreies Vorwerk, mit zwei Feuerstellen |
| 1817 | 13        | [ 4 ]                                       |
| 1818 | 12        | Vorwerk, in adligem Besitz                  |
| 1825 | 12        | Vorwerk                                     |
| 1864 | 88        | am 3. Dezember, Grundsteuererhebungsbezirk  |
| 1867 | 95        | am 3. Dezember, Gut                         |
| 1871 | 94        | am 1. Dezember, Gut, sämtlich Evangelische  |
| 1910 | 99        | am 1. Dezember                              |
| 1925 | 107       | am 16. Juni                                 |